# Johannes Godefridus Frederiks
Johannes Godefridus Frederiks (Duinvliet bij Oostkapelle, 24 april 1828 – Amsterdam, 5 mei 1896) was een Nederlandse schrijver. Frederiks schreef samen met F. Jos van den Branden het Biographisch woordenboek der Noord- en Zuidnederlandsche letterkunde.

## Leven
Hij werd in het naburige Domburg opgeleid tot het onderwijs, dat hij hielp geven in scholen te Middelburg en Colijnsplaat, aan het instituut van Leendert Blankenbijl te Drimmelen, en korte tijd te Geertruidenberg; daarna aan de inrichting Schoonoord bij Rijswijk. Hij was privaatdocent in Den Haag en belast met het onderricht van Japanse officieren, aldaar gedetacheerd. Hij werd in januari 1872 leraar in geschiedenis, Nederlandse taal- en letterkunde aan de HBS te Zutphen, begin 1880 aan het gymnasium te Amsterdam. Hij ging in 1886 met pensioen en stierf in 1896.

## Werk
- Domburg, door J.G.F., Midd. 1848; daarna, en voortaan alles met zijn naam, afzonderlijk:
- Soestdijk, hist. studie, op last van Prins Hendrik geschr. en als hs. gedrukt, Zutphen 1874
- De Intocht van Karel den Stoute te Zutphen, Utr. 1876
- De Moord van 1884, 's-Grav. 1884
- Oefeningen in de Ned. taal, Gron. 1884

Behalve zijn aandeel in de uitgave van het Quoijer schreef hij in verschillende periodieke werken en bladen als:
- Rott. Historiebladen, (Matelieff, 1870), Vaderl. Letteroef. (J.H. Huguetan, 1871), De Gids (Marg. van Mechelen, 1879), De Nederlandsche Spectator, sedert 1871, Nijhoff's Bijdr. sedert hetzelfde jaar, Tijdschr. Ned. Taal- en Letterk., (Six v. Chandelier, 1883, P. Hondius, 1886), Tijdspiegel (Johan Lipperhey, uitv. der Verrekijkers, 1885), Noord en Zuid, (Cluyswerck, 1887).
- Voorts kortere bijdr. over geschiedenis, taal en letteren in De Navorscher sinds 1870, Onze Tolk, Ned. Museum (uitg. Gent), Dietsche Warande, Kollewijn's Tijdschrift en andere volgschr., en in week- en dagbladen, die zulke onderwerpen opnemen.